# .gallery
.gallery est un domaine Internet de premier niveau générique ouvert.
Ce domaine est destiné aux musées, aux galeries d'art, aux galeries de photos, aux maisons de vente aux enchères, aux artistes, aux concepteurs commerciaux et aux écoles d'art. Il est cependant ouvert à tous sans restrictions.

## Historique
Le domaine .gallery a été créé en février 2014.

## Statistiques d'usage
En août 2024, environ 19 000 domaines utilisent l'extension .gallery.